# Wally Patch
Wally Patch (Londres, 26 de setembro de 1888 – Londres, 27 de outubro de 1970) foi um ator britânico da era do cinema mudo. Ele nasceu Walter Vinicombe.